# 71
Năm 71 là một năm trong lịch Julius.